# Ralph Coates
Ralph Coates (26. dubna 1946, Hetton-le-Hole – 17. prosince 2010, Luton) byl anglický fotbalový záložník.

## Fotbalová kariéra
Ve nejvyšší anglické soutěži hrál za týmu Burnley FC a Tottenham Hotspur FC. Nastoupil ve 401 ligových utkáních a dal 39 gólů. Dále hrál v anglické druhé lize ještě jednu sezónu za Tottenham a 3 sezóny za Leyton Orient FC. Ve druhé lize nastoupil v 79 utkáních a dal 12 gólů. V roce 1973 vyhrál s Tottenhamem Anglický ligový pohár. V Poháru UEFA nastoupil ve 33 utkáních a dal 12 gólů. V roce 1972 vyhrál s Tottenhamem Pohár UEFA. Za anglickou fotbalovou reprezentaci nastoupil v letech 1970-1971 ve 4 utkáních.

## Ligová bilance
| Ročník                                  | Zápasy | Góly | Klub                 |
| --------------------------------------- | ------ | ---- | -------------------- |
| Football League First Division 1964/65  | 7      | 1    | Burnley FC           |
| Football League First Division 1965/66  | 35     | 5    | Burnley FC           |
| Football League First Division 1966/67  | 33     | 2    | Burnley FC           |
| Football League First Division 1967/68  | 27     | 6    | Burnley FC           |
| Football League First Division 1968/69  | 37     | 5    | Burnley FC           |
| Football League First Division 1969/70  | 39     | 5    | Burnley FC           |
| Football League First Division 1970/71  | 38     | 2    | Burnley FC           |
| Football League First Division 1971/72  | 32     | 2    | Tottenham Hotspur FC |
| Football League First Division 1972/73  | 32     | 2    | Tottenham Hotspur FC |
| Football League First Division 1973/74  | 36     | 3    | Tottenham Hotspur FC |
| Football League First Division 1974/75  | 30     | 1    | Tottenham Hotspur FC |
| Football League First Division 1975/76  | 24     | 2    | Tottenham Hotspur FC |
| Football League First Division 1976/77  | 31     | 3    | Tottenham Hotspur FC |
| Football League Second Division 1977/78 | 3      | 0    | Tottenham Hotspur FC |
| Football League Second Division 1978/79 | 30     | 3    | Leyton Orient FC     |
| Football League Second Division 1979/80 | 42     | 9    | Leyton Orient FC     |
| Football League Second Division 1980/81 | 4      | 0    | Leyton Orient FC     |
| CELKEM Football League First Division   | 401    | 39   |                      |